# The Slim Princess (pel·lícula de 1920)

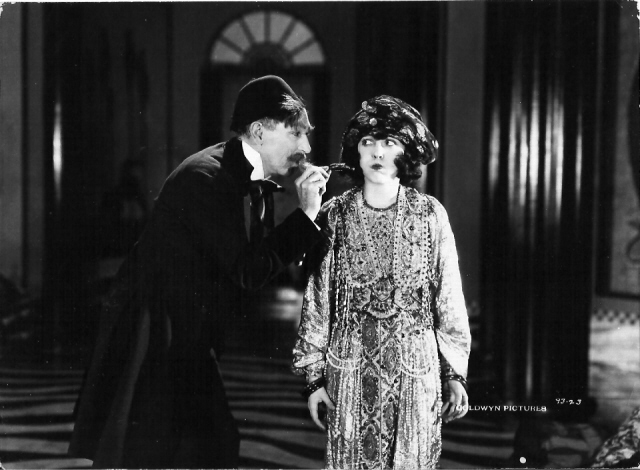
Tully Marshall i Mabel Normand en un fotograma de la pel·lícula

The Slim Princess és una pel·lícula muda de la Goldwyn Pictures dirigida per Victor Schertzinger i protagonitzada per Mabel Normand. Escrita a partir del musical que s’havia compost a partir d’una història original de George Ade, la pel·lícula, de 5 bobines, ja se n’havia fet una versió prèvia el 1915 dirigida per E. H. Calvert. Es va estrenar el 19 de juliol de 1920. Es considera una pel·lícula perduda.

## Argument
Morovenia és un país on els homes prefereixen les dones obeses. La princesa Kalora de Morovenia, que té unes mesures normals, és àmpliament considerada com a massa esvelta per lo que no troba pretendents per casar-se. La seva germana petita, que pesa al voltant de 300 lliures i que és la favorita de la família, és la que és cobejada pels joves elegibles de la cort però no es pot casar abans que la seva germana. Per posar remei a aquesta situació, el pare de Kalora, el governador general, organitza una festa al jardí i disfressa a la seva esvelta filla amb un vestit de goma inflat. Tot va bé fins que el vestit es trenca per culpa d’un càctus, desinflant Kalora a la seva mida normal. Es decideix recloure-la per intentar algun tractament però poc després arriba al país el milionari nord-americà Alexander Pike. Aquest coneix Kalora i s'enamora d'ella a l’instant. Enfilant-se al mur que reclou el jardí on es troba la princesa li explica que al seu país ella seria una bellesa. Poc després és descobert i perseguit per la policia del pare però aconsegueix fugir del país.
Més tard el pare de Kalora s’assabenta per uns anuncis de l’existència als Estats Units d’una institució especialitzada em engreixar persones i hi envia la seva filla. Allà es troba amb Alexander al ball de l'ambaixador. El seu romanç es veu interromput quan arriba un missatge de Morovenia que reclama la princesa i el seu guardaespatlles de tornada. Arribant a casa més prima que quan va marxar, Kalora és tancada en un calabós. Alexander ha seguit la seva estimada i demana audiència al seu pare. AL principi és rebut amb desconfiança però en saber que és un gran milionari es tractat amb tots els honors. L’americà explica al pare que es vol casar amb al seva filla i inicialment aquest creu que es vol casar amb Jeneka, la petita, però aquest li fa veure que qui realment estima és Kalora. En casar-se amb ella obre el camí a l'altar per a la germana petita per lo que tothom és feliç.

## Repartiment
- Mabel Normand (Princesa Kalora)
- Hugh Thompson (Alexander Pike)
- Tully Marshall (Papova, tutor de la princesa)
- Russ Powell (Governador general, pare de la princesa)
- Lillian Sylvester (Princesa Jeneka)
- Harry Lorraine (policia)
- Pomeroy Cannon (conseller general)